# Blapstinus histricus
Blapstinus histricus är en skalbaggsart som beskrevs av Thomas Casey 1891. Blapstinus histricus ingår i släktet Blapstinus och familjen svartbaggar. Inga underarter finns listade i Catalogue of Life.